# Стандартний розчин
Станда́ртний ро́зчин — розчин з точно відомим титром чи концентрацією, що додається до досліджуваного розчину для кількісного аналізу вмісту в ньому речовин або їхніх складових. У титриметричному аналізі стандартні розчини іменуються титрантами.
Розчини відомої концентрації можуть готуватися розчиненням наважок відповідних речовин (первинні стандарти) або шляхом уточнення їхньої концентрації за іншими стандартними розчинами (вторинні стандарти).